# Asociación de Abogados Ambientalistas de Bangladesh
Asociación de Abogados Ambientalistas de Bangladesh (en bengalí: বাংলাদেশ পরিবেশ আইনজীবি সমিতি ), o BELA (বেলা), es una organización jurídica sin ánimo de lucro creada en 1992 para contribuir a los esfuerzos de protección del medio ambiente. En 2003, fue incluida en la "Lista de Honor Global 500" del Programa de las Naciones Unidas para el Medio Ambiente (PNUMA). BELA recibió el prestigioso "Poribesh Puroshkar" (পরিবেশ পুরস্কার), o 'Premio Ambiental', del gobierno de Bangladesh en 2007 y  ganadora conjunta del premio Tang al Estado de Derecho en 2020.

## Organización
El abogado bangladeshí Dr. Mohiuddin Farooque fundó BELA en 1992 y fue el primer Director Ejecutivo de la organización. Desde el principio, BELA supervisó el cumplimiento de las leyes medioambientales de Bangladesh, tomó iniciativas para aumentar la concienciación medioambiental y trató de garantizar el desarrollo de una jurisprudencia medioambiental adecuada.
BELA sufrió una grave conmoción tras la muerte del Dr. Farooque en 1997 y una miembro de BELA, la abogada Rizwana Hasan, asumió la dirección de BELA.

## Tareas destacadas
En 1994, los candidatos a las elecciones a la Corporación Municipal de Dhaka hacían campaña ilegalmente en el casco antiguo de Dhaka, infringiendo la Ley de Medio Ambiente de Bangladesh de 1860. Rizwana Hasan interpuso una demanda ante los tribunales, que lo consideraron un acto ilegal. A partir de entonces, la Comisión Electoral de Bangladesh (CE) tomó iniciativas para poner fin a las campañas electorales perjudiciales para el medio ambiente.
Bajo la supervisión de Rizwana Hasan, BELA inició su guerra contra la industria del desguace de buques en Bangladesh. En nombre de BELA, Rizwana presentó la primera demanda contra la industria del desguace de buques, acusándola de crear un entorno laboral inseguro y producir residuos peligrosos para el medio ambiente. Posteriormente, Bela interpuso otras tres demandas exigiendo derechos para los trabajadores y la prohibición en Bangladesh de los buques que transportan sustancias venenosas. En 2003, el tribunal dictaminó que no se autorizaría el desguace de buques sin una "autorización medioambiental".
BELA también ha emprendido otras iniciativas cuando el medio ambiente se encuentra amenazado, como la construcción de viviendas que cubren humedales, el uso innecesario de polietileno, la tala de colinas, la deforestación, el cultivo de camarones y la construcción ilegal en la isla de St. Martin .
BELA ha abierto una sección en su sede en la que recibe denuncias judiciales relacionadas con el medio ambiente. BELA también reclamó indemnizaciones judiciales a Naiko tras la explotación de Tengratila" en 2006.

## Publicaciones
BELA ha publicado numerosos libros sobre preservación del medio ambiente y aplicación de la legislación medioambiental. Algunos de los más notables son:
- Leyes que regulan el medio ambiente en Bangladesh
- Leyes y Costumbres Forestales en Bangladesh: Problemas y Remedios
- Régimen Normativo Ambiental
- Decisiones judiciales sobre el medio ambiente en el sur de Asia
- Cuestiones de agua transfronteriza en el sur de Asia
- Ríos Internacionales: Derechos de los Estados Ribereños
- Preocupaciones y expectativas sobre la contaminación de los ríos
- El papel de la Ley de Preservación de la Vida Silvestre de los Bosques, los Habitantes de los Bosques
- Derecho Internacional en Medio Ambiente

Además de eso, BELA ha publicado "BELA Newsletter" en inglés y "Bela Barta" ( বেলা বার্তা ) en bengalí, dos suplementos semanales sobre sus actividades recientes y su cronología.

## Premios
BELA logró el 'Cuadro de Honor Global 500' bajo el Programa Ambiental de las Naciones Unidas (PNUMA) en 2003. BELA, junto con Dejusticia: The Center for Law, Justice and Society de Colombia y The Legal Agenda de Líbano fueron los ganadores conjuntos del premio Tang 2020 en Estado de Derecho.